# Anabremia inquilina
Anabremia inquilina is een muggensoort uit de familie van de galmuggen (Cecidomyiidae). De wetenschappelijke naam van de soort is voor het eerst geldig gepubliceerd in 1965 door Solinas. De muggensoort is ontdekt in Italië en heeft zowel een mannelijke als een vrouwelijke sekse. De Anabremia inquilina kan zich voortplanten voordat deze volwassen is. Er zijn geen ondersoorten ontdekt.